# Ferrari Hypersail
 (juin 2025).
Si vous disposez d'ouvrages ou d'articles de référence ou si vous connaissez des sites web de qualité traitant du thème abordé ici, merci de compléter l'article en donnant les références utiles à sa vérifiabilité et en les liant à la section « Notes et références ».
Le Ferrari Hypersail est un projet de voilier de course au large prétendant aux records océaniques et à l'exploration technologique n'étant rattaché à aucune classe existante.
Son dessin est directement tiré des monocoques AC75 issus de la Coupe de l'America (foils pendulaires, safran central en T, dessin de coque, ...), pourtant destinés à de la régate côtière, mais comporte des modifications majeures le rapprochant des monocoques de course au large plus classiques type IMOCA ou Class 40 (quille, cellule de vie, ...), tandis que le bateau vise les records océaniques habituellement propres à la classe Ultime (Trophée Jules-Verne, records océaniques absolus, ...) et fait quasiment les mêmes dimensions que ces derniers.
Le projet est mené par Giovanni Soldini en tant que Team Principal, Marco Guglielmo Ribigini, ex Chef de l'Innovation de Ferrari en tant que Team Leader ainsi que Matteo Lanzavecchia en tant que Chief Technology Officer.
Le design est quant à lui produit par le cabinet de Guillaume Verdier, seul architecte ayant l'expérience de l'AC75 (définition de la jauge et bateau Emirates Team New Zealand), des trimarans Ultimes et MOD 70 (Gitana 17, Gitana 18, Maserati) ainsi que des IMOCA (Macif, Apivia, ...), mais Ferrari conserve une part très importante dans tout le cycle, de la conception à l'exploitation en passant par la fabrication.

## Historique
Le projet Hypersail commence en 2022 avec la création de l'équipe.
Le navire est présenté le 25 juin 2025 via un trailer et une conférence de presse tenue à Maranello le même jour en présence de John Elkann.
Sa mise à l'eau est attendue pour 2026.

## Caractéristiques
Le Ferrari Hypersail s'inspire très directement de deux types de monocoques : les AC75 et les IMOCA.
Il s'agit donc d'un monocoque à foils pendulaires latéraux, à quille centrale avec foil en T et à safran central à plan porteur, une configuration hybride inédite censée mêler l'aérodynamisme du monocoque et la stabilité du multicoque.

### AC 75
Sa coque est modelée sur le design de l'AC75, particulièrement aérodynamique et destinée à passer son temps hors de l'eau.
En outre, les foils latéraux pendulaires horizontaux sont directement tirés de cette même jauge, le foil sous le vent se retrouve dans l'eau et génère la portance tandis que l'autre est relevé pour ne pas créer de trainée hydrodynamique.
L'ensemble du bateau est régi par un vaste ensemble de systèmes de stabilisation actifs et de systèmes de gestion d'énergie tirés directement de l'expertise de Ferrari dans la course automobile, non pas alimenté par des marins-cyclistes mais par des énergies renouvelables variées (éoliennes, solaire, hydrogénérateurs) et fortement dimensionnées. Aucun moteur thermique n'est présent à bord.
Enfin, à l'image des bateaux de cette même jauge, son safran est central et est doté d'un plan porteur, permettant donc une stabilisation en 3 points (foil sous le vent, safran et foil de quille (voir Autres)).

### IMOCA
Le bateau possède certaines caractéristiques directement trouvables dans un IMOCA, pour qui la filiation est visible en regardant le profil du bateau.
Particulièrement, le bateau est équipé d'une hybridation entre un foil central en T et une quille, le premier étant accroché à une quille pendulaire permettant plus de stabilité en haute mer et une augmentation du moment de redressement.
Enfin, la cabine étant celle d'un monocoque destiné à un équipage réduit en navigation hauturière, elle s'inspirera naturellement de ce qui se fait dans cette jauge.

### Autres
On peut noter que la présence d'un foil central en T fixé sur la dérive est l'apanage des multicoques et particulièrement de la classe Ultime, pour qui il s'agit d'une demandes récurrente de modification de la jauge, bien que le plan porteur a finalement été formellement interdit.
Cependant, on notera qu'à la vue du bateau, il est plus logique de considérer qu'il s'agit d'une quille à foils plutôt que d'une dérive à plan porteur lestée, tant le design rappelle celui d'une quille pendulaire classique.
Le bateau a déjà fait l'objet de 9 brevets et 6 autres sont en cours d'élaboration.